# La orgía de Praga
La orgía de Praga es una novela corta de 1985 escrita por el autor estadounidense Philip Roth. La novela narra un viaje realizado por Nathan Zuckerman, el alter ego de Roth, a Praga durante la época comunista en los años 1970 en busca de un manuscrito sin publicar de un escritor yidis. El libro consiste de entradas en un diario personal de Zuckerman y detalla la lucha de artistas desmoralizados en sociedades totalitarias. La novela fue incluida en la compilación Zuckerman encadenado, en donde funciona como un epílogo.
- Datos: Q7758003